# Pattinaggio di velocità ai I World Skate Games
Le competizioni di Pattinaggio di velocità ai I World Skate Games si sono svolte dal 3 al 10 settembre 2017 a Nanchino, in Cina

## Podi

### Senior

#### Uomini
| Evento               | Oro                  | Argento                     | Bronzo               |
| 100m Sprint          | Ioseba Fernandez     | Jorge Luis Martinez Morales | Kim Jinyoung         |
| 500m Sprint          | Lucas Silva          | Hong Seunggi                | Ioseba Fernandez     |
| 1000m Sprint         | Jhoan Guzman         | Andres Munoz                | Alvaro Carrasquilla  |
| Giro Sprint          | Edwin Estrada        | Ioseba Fernandez            | Andres Munoz         |
| 300m Cronometro      | Simon Albrecht       | Ioseba Fernandez            | Lepivert Gwendal     |
| Gara a punti 10.000m | Feliix Rijhnen       | Jose Peula Francisco        | Daniel Niero         |
| Eliminazione 10.000m | Francisco Jose Peula | Alexia Contin               | Alexia Contin        |
| Eliminazione 15.000m | Alex Cujavante       | Alexia Contin               | Manuel Saavedra      |
| Eliminazione 20.000m | Beddiaf Nolan        | Manuel Saavedra             | Daniel Niero         |
| Staffetta 3000m      | Colombia             | Argentina                   | Italia               |
| Staffetta 5000m      | Colombia             | Germania                    | Italia               |
| Maratona             | Beddiaf Nolan        | Andres Jimenez              | Jose Peula Francisco |

#### Donne
| Evento               | Oro                    | Argento                | Bronzo                 |
| 100m Sprint          | Yesenia Escobar        | Andrea Canon           | Chen Ying-Chu          |
| 500m Sprint          | Yesenia Escobar        | An Yiseul              | Laethisia Schimek      |
| 1000m Sprint         | Karime Garzon Luz      | Francesca Lollobrigida | Sandrine Tas           |
| Giro Sprint          | Yesenia Escobar        | Anhlly Perez           | Laethisia Schimek      |
| 300m Cronometro      | Andrea Canon           | Chen Ying-Chu          | An Yiseul              |
| Gara a punti 10.000m | Francesca Lollobrigida | Yang Ho-Chen           | Johanna Viveros        |
| Eliminazione 10.000m | Francesca Lollobrigida | Fabiana Arias          | Sandrine Tas           |
| Eliminazione 15.000m | Francesca Lollobrigida | Karime Garzon Luz      | Sandrine Tas           |
| Eliminazione 20.000m | Fabiana Arias          | Sandrine Tas           | Francesca Lollobrigida |
| Staffetta 3000m      | Colombia               | Corea del Sud          | Germania               |
| Staffetta 5000m      | Italia                 | Germania               | Colombia               |
| Maratona             | Johanna Viveros        | Karime Garzon Luz      | Sandrine Tas           |

### Junior

#### Uomini Junior
| Evento               | Oro                | Argento         | Bronzo          |
| 100m Sprint          | Sergio Mosquera    | Steven Villegas | Jang Junhyeok   |
| 500m Sprint          | Steven Villegas    | Foucher Flavien | Song Gwangho    |
| 1000m Sprint         | Daniele Di Stefano | Ivan Campo      | Park Eunho      |
| Giro Sprint          | Thiebault Valentin | Steven Villegas | Enrico Rossetto |
| 300m Cronometro      | Jang Junhyeok      | Yu Pen-Che      | Song Gwangho    |
| Gara a punti 10.000m | Ferrie Martin      | Jeong Byeonghee | Lin Ping-Hung   |
| Eliminazione 10.000m | Jeong Byeonghee    | Edoardo Quarona | Indra Médard    |
| Eliminazione 15.000m | Daniele Di Stefano | Ferrie Martin   | Jeong Byeonghee |
| Eliminazione 20.000m | Saul Herreño       | Indra Médard    | Gabriele Galli  |
| Staffetta 3000m      | Belgio             | Taipei cinese   | Colombia        |
| Staffetta 5000m      | Francia            | Italia          | Taipei cinese   |

#### Donne Junior
| Evento               | Oro             | Argento             | Bronzo              |
| 100m Sprint          | Anais Pedroni   | Kerstinck Sarmiento | Javiera Vargas      |
| 500m Sprint          | Elvira Perez    | Giorgia Bormida     | Kerstinck Sarmiento |
| 1000m Sprint         | Elvira Perez    | Giorgia Bormida     | Anais Pedroni       |
| Giro Sprint          | Anais Pedroni   | Giorgia Bormida     | Kerstinck Sarmiento |
| 300m Cronometro      | Peng Yue-Cih    | Kerstinck Sarmiento | Camila Rivera       |
| Gara a punti 10.000m | Daniela Mendoza | Lee Sujin           | Laura Lorenzato     |
| Eliminazione 10.000m | Karen Bermidez  | Lee Sujin           | Laura Lorenzato     |
| Eliminazione 15.000m | Daniela Mendoza | Yun Sola            | Beatrice Fausti     |
| Eliminazione 20.000m | Rueda Gabriela  | Veronica Luciani    | Daniela Mendoza     |
| Staffetta 3000m      | Colombia        | Taipei cinese       | Corea del Sud       |
| Staffetta 5000m      | Colombia        | Italia              | Ecuador             |